# Рустигацо (Пјаченца)
Рустигацо је насеље у Италији у округу Пјаченца, региону Емилија-Ромања.
Према процени из 2011. у насељу је живело 106 становника. Насеље се налази на надморској висини од 465 м.